# Bon appetit (singiel ReTo)
Bon appetit – singiel polskiego rapera ReTo, nagrany w kolaboracji z raperem ZetHa. Singiel został wydany 24 marca 2022 w nakładzie wytwórni muzycznej spacerange, w celu promocji piątego albumu studyjnego ReTo, o tym samym tytule.
W lipcu 2023 roku, nagranie uzyskało status złotego singla, sprzedając ponad 15 000 kopii. Utwór zdobył ponad milionów odtworzeń w serwisie Spotify, oraz ponad 4 miliony wyświetleń na platformie YouTube.
Utwór został wyprodukowany przez Wroobla. Za mix/mastering odpowiada Jonatan Łoś ps. DJ Johny. Nagrania były realizowane w warszawskim studiu nagraniowym NOBOCOTO. Teledysk do utworu został opublikowany w dzień premiery singla na platformie YouTube. Za reżyserię, scenariusz oraz realizację klipu odpowiadał AKTV.13, natomiast zdjęciami zajął się Michał Białowąs.

## Twórcy
- ReTo, ZetHa – wokal
- Wroobel – produkcja
- DJ Johny – mix/mastering